# Drottningskär
Drottningskär är en tätort på ön Aspö i Karlskrona kommun i Blekinge län. Orten förlorade 2010 sin status som tätort på grund av att andelen fritidshus var för hög. 2015 återfick orten sin status som tätort då metoden för att bestämma dessa ändrats.
Drottningskär ligger på ön Aspö och utgörs av Hytterna som har sitt ursprung i de landfasta böndernas fiskehytter vilka användes säsongsvis under fiskeperioderna vårar och höstar. Här finns också Lökanabbens fiskehamn. Drottningskärs samhälle har vuxit upp intill Drottningskärs kastell från 1680-talet.
På Drottningskär fanns en karantän. Denna användes åtminstone vid koleraepidemin i mitten av 1800-talet.

## Befolkningsutveckling
| Befolkningsutvecklingen i Drottningskär 1960–2020                                                                    | Befolkningsutvecklingen i Drottningskär 1960–2020 | Befolkningsutvecklingen i Drottningskär 1960–2020 | Befolkningsutvecklingen i Drottningskär 1960–2020 | Befolkningsutvecklingen i Drottningskär 1960–2020 |
| --- | ------------------------------------------------- | ------------------------------------------------- | ------------------------------------------------- | ------------------------------------------------- |
| |                                                   |                                                   |                                                   |                                                   |
| År |                                                   |                                                   | Folkmängd                                         | Areal (ha)                                        |
| 1960 | 1960                                              |                                                   | 300                                               |                                                   |
| 1965 | 1965                                              |                                                   | 277                                               |                                                   |
| 1970 | 1970                                              |                                                   | 272                                               |                                                   |
| 1975 | 1975                                              |                                                   | 231                                               |                                                   |
| 1980 | 1980                                              |                                                   | 278                                               |                                                   |
| 1990 | 1990                                              |                                                   | 368                                               | 107                                               |
| 1995 | 1995                                              |                                                   | 394                                               | 117                                               |
| 2000 | 2000                                              |                                                   | 352                                               | 117                                               |
| 2005 | 2005                                              |                                                   | 328                                               | 117                                               |
| 2010 | 2010                                              |                                                   | 325                                               | 105#                                              |
| 2015 | 2015                                              |                                                   | 467                                               | 223                                               |
| 2020 | 2020                                              |                                                   | 502                                               | 224                                               |
| Anm.: Ny tätort 1960. Upphörde som tätort 2010 på grund av för hög andel fritidshus. Åter tätort 2015. # Som småort. |                                                   |                                                   |                                                   |                                                   |